# حوضه آبریز دق پترگان–نمکزار خواف

موقعیت حوضه آبریز دق پترگان–نمکزار خواف

حوضه آبریز دق پترگان–نمکزار خواف با نام اختصاری پترگان–خواف یکی از حوضه‌های بستهٔ ایران است که در تقسیم‌بندی حوضه‌های آبریز ایران، حوضهٔ فرعی به شمار می‌رود و زیرمجموعهٔ حوضهٔ آبریز مرزی شرق است. مساحت این حوضه، ۳۲٬۹۸۰ کیلومتر مربع است و بلندترین رود آن، کال شور قائن است.

## جغرافیا
حوضه پترگان–خواف در شرق استان‌های خراسان رضوی و خراسان جنوبی و مرز ایران و افغانستان قرار دارد. کوه‌های نسبتاً کم‌ارتفاع در مرزهای شمال، غرب و جنوب این حوضه، آن را از حوضه‌های قره‌قوم، کویر مرکزی، کویر لوت و هامون هیرمند جدا می‌کند.
این حوضه از سه چالهٔ اصلی تشکیل شده‌است. نمکزار خواف، در شمال حوضه قرار دارد و رواناب‌های جنوب شرقی خراسان رضوی و شمال شرقی خراسان جنوبی را جمع‌آوری می‌کند.  بلندترین رود این حوضه، کال شور قائن به طول ۲۶۰ کیلومتر است. دیگر رودهای مهم آن، رود سلامی و نم‌رود هستند. چالهٔ دوم، دق پترگان است که در میانهٔ حوضه قرار دارد. دق تندی در جنوب حوضه نیز دیگر زهکش این حوضه است که مهم‌ترین رود آن، کال شور سربیشه است.

## زیرحوضه‌ها
برپایهٔ دستور العمل تقسیم‌بندی حوضه‌های ایران، حوضهٔ آبریز پترگان–خواف به زیرحوضه‌های زیر تقسیم می‌شود:
| کد  | نام اختصاری زیرحوضه | مساحت کیلومتر مربع | تعداد زیرحوضه‌ها |
| --- | ------------------- | ------------------ | --------------- |
| ۵۱۱ | نمکزار خواف         | ۲۰٬۵۵۹             | ۲               |
| ۵۱۲ | دق پترگان           | ۵٬۶۵۴              | ۴               |
| ۵۱۳ | دق تندی             | ۶٬۷۶۷              | ۴               |